# Championnat de France de rugby à XIII 2016-2017
Navigation
Édition précédente Édition suivante
Le Championnat de France de rugby à XIII 2016-17 ou Élite 2016-2017 est la 79e édition de la plus importante compétition de rugby à XIII en France. Le calendrier de la compétition s'étend du 24 septembre 2016 au 3 juin 2017.
Organisé sous l'égide de la Fédération française de rugby à XIII, le championnat est composé de dix équipes participantes avec le retour du R.C. Saint-Gaudens après cinq années d'absence en élite 1. Le championnat se décompose en deux phases. Une première phase où les équipes se rencontrent lors d'une phase de saison régulière où s'affrontent sur deux rencontres chacune des équipes, déterminant les clubs participant à la phase finale, puis une seconde phase à élimination directe pour se ponctuer par une finale en match unique le 3 juin 2017. Pour les équipes participantes, le championnat est entrecoupé par la Coupe de France.
Par ailleurs, deux clubs français sont représentés par leur équipes réserves dans ce championnat, le Saint-Estève XIII Catalan pour les Dragons Catalans qui évoluent en Super League, et le Toulouse Jules-Julien XIII pour le Toulouse olympique XIII qui évoluent en Championship.
Le F.C. Lézignan remporte la première phase et revêt le rôle de favori au titre, mais voit le tenant du titre le XIII Limouxin le surprendre en finale. Les Limouxins s'imposent en finale 24-22 devant près de 8 500 spectateurs et conservent le titre. Il s'agit du troisième titre de son histoire après 1968 et 2016.

## Liste des équipes en compétition
| \| Albi RL SO Avignon AS Carcassonne FC Lézignan XIII Limouxin Saint-Estève XIII catalan Toulouse Jules-Julien XIII Villeneuve RL Palau XIII RC Saint-Gaudens \| Clubs évoluant dans le Championnat de France en 2016-2017. |
| Albi RL SO Avignon AS Carcassonne FC Lézignan XIII Limouxin Saint-Estève XIII catalan Toulouse Jules-Julien XIII Villeneuve RL Palau XIII RC Saint-Gaudens                                                                  |

Dix équipes participent cette saison au championnat de France de première division avec l'arrivée de Saint-Gaudens. La Réole devait initialement constituer la onzième équipe avant de se rétracter. Huit équipes sont localisées en région Occitanie, les deux autres étant situées à moins de 20 kilomètres de ses frontières.
Une nouveauté est de mise lors de cette saison, la suppression du match nul. En cas d'égalité à la fin d'un match, une prolongation au point en or est disputée.
| Club                       | Dernière montée | Budget 2016-17 | Classement en 2015-2016 | Entraîneur(s)    | Stade                | Capacité |
| -------------------------- | --------------- | -------------- | ----------------------- | ---------------- | -------------------- | -------- |
| Albi R.L.                  | 2015            | 400 000        | 1er tour                | Eric Anselme     | Stade Mazicou        | +05 000, |
| S.O. Avignon               | 2008            | ?              | Quart-de-finale         | Renaud Guigue    | Stade de Saint-Ruf   | +02 500, |
| A.S. Carcassonne           | 2000            | ?              | Finaliste               | Patrick Albérola | Stade Albert-Domec   | +15 000, |
| F.C. Lézignan              | 1990            | ?              | Demi-finale             | Aurélien Cologni | Stade du Moulin      | +06 500, |
| XIII Limouxin              | 1962            | 400 000        | Champion                | Gérard Bassetto  | Stade de l'Aiguille  | +05 000, |
| Palau XIII                 | 2013            | ?              | Quart-de-finale         | Julien Touxagas  | Stade Georges Vaills | -        |
| Saint-Estève XIII Catalan  | 2000            | ?              | Demi-finale             | Jérôme Guisset   | Stade municipal      | +05 000, |
| R.C. Saint-Gaudens         | 2016            | 300 000        | Élite 2                 | Russell Bussian  | Stade Jules-Ribet    | +05 000, |
| Toulouse Jules-Julien XIII | 2015            | ?              | Phase de poule          | Aaron Wood       | Stade des Minimes    | +04 066, |
| Villeneuve R.L.            | 1934            | 250 000        | 1er tour                | Mickaël Jatz     | Stade Max-Rousié     | +05 000, |

## Format
Le calendrier est composé de deux phases :

### Première phase: saison régulière
Le championnat débute le week-end des 24 et 25 septembre 2016 par un « Magic Weekend » qui, sur le modèle de la Super League, rassemble les dix équipes au stade Gilbert-Brutus de Perpignan. Après cet événement inaugural, chaque équipe rencontre toutes les autres en matchs aller-retour. Ainsi, à l'issue de la saison régulière, chaque équipe a disputé dix-neuf matchs dont trois face à l'équipe affrontée lors du Magic Weekend.

### Deuxième phase: éliminatoires
À l'issue de la saison régulière, les six premiers de la saison régulière se qualifient pour la phase à élimination directe. Troisième et sixième d'une part et quatrième et cinquième d'autre part s'affrontent en barrage. Les gagnants de ces rencontres, disputées sur un match sec, rejoignent le vainqueur de la phase régulière et son dauphin en demi-finale. La vainqueur de la finale qui suit est sacré champion de France de rugby à XIII et reçoit à cet égard le bouclier Max-Rousié.

## Déroulement de la compétition

### Classement de la première phase
| Rang | Club                       | J  | V  | N | D  | Bo | Bd | Pm  | Pe  | Diff | Pts |
| ---- | -------------------------- | -- | -- | - | -- | -- | -- | --- | --- | ---- | --- |
| 1    | F.C. Lézignan              | 20 | 19 | 0 | 1  | 0  | 1  | 839 | 368 | +471 | 58  |
| 2    | XIII Limouxin              | 20 | 15 | 0 | 5  | 0  | 4  | 653 | 407 | +246 | 49  |
| 3    | Saint-Estève-XIII Catalan  | 20 | 13 | 0 | 7  | 0  | 6  | 634 | 398 | +236 | 45  |
| 4    | A.S. Carcassonne           | 20 | 13 | 0 | 7  | 0  | 5  | 643 | 430 | +213 | 44  |
| 5    | S.O. Avignon               | 20 | 13 | 0 | 7  | 0  | 3  | 567 | 445 | +122 | 42  |
| 6    | Albi R.L.                  | 20 | 9  | 0 | 11 | 0  | 4  | 511 | 616 | -105 | 31  |
| 7    | R.C. Saint-Gaudens         | 20 | 8  | 0 | 12 | 0  | 3  | 433 | 622 | -189 | 27  |
| 8    | Villeneuve R.L.            | 20 | 5  | 0 | 15 | 0  | 7  | 372 | 534 | -162 | 22  |
| 9    | Palau XIII                 | 20 | 4  | 0 | 16 | 0  | 3  | 343 | 694 | -351 | 15  |
| 10   | Toulouse Jules-Julien XIII | 20 | 1  | 0 | 19 | 0  | 4  | 326 | 807 | -481 | 7   |

|  | Qualifiés pour les demi-finales                      |
|  | Qualifiés pour les barrages d'accès aux demi-finales |

Attribution des points : victoire : 3, défaite par 12 points d'écart ou moins : 1 (point bonus), défaite par plus de 12 points d'écart : 0.
En cas d'égalité du nombre de points de classement, c'est la différence de points particulière qui s'obtient en soustrayant du cumul des points des scores marqués par l'équipe, le cumul des points des scores qu'elle a 
encaissés contre l'équipe avec laquelle elle se trouve à égalité dans la compétition.

#### Tableau synthétique des résultats
L'équipe qui reçoit est indiquée dans la colonne de gauche.
| Clubs                     | ALB   | AVI   | CAR   | LÉZ   | LIM   | PAL   | STE   | STG   | TOU   | VIL   |
| ------------------------- | ----- | ----- | ----- | ----- | ----- | ----- | ----- | ----- | ----- | ----- |
| Albi                      |       | 14-9  | 31-22 | 10-22 | 12-42 | 44-32 | 20-36 | 50-20 | 32-20 | 31-20 |
| Avignon                   | 24-22 |       | 15-16 | 20-16 | 16-33 | 46-10 | 19-16 | 38-20 | 36-18 | 36-24 |
| Carcassonne               | 53-12 | 42-16 |       | 18-28 | 33-32 | 48-6  | 28-20 | 38-26 | 46-22 | 32-16 |
| Lézignan                  | 56-20 | 50-38 | 16-14 |       | 12-10 | 76-0  | 28-26 | 72-26 | 60-6  | 44-6  |
| Limoux                    | 32-22 | 40-20 | 34-28 | 24-54 |       | 36-20 | 50-22 | 60-10 | 46-10 | 28-10 |
| Palau-del-Vidre           | 4-26  | 22-28 | 6-74  | 14-36 | 18-20 |       | 8-24  | 32-8  | 40-12 | 20-14 |
| Saint-Estève XIII catalan | 44-20 | 44-18 | 39-26 | 30-31 | 14-10 | 20-4  |       | 10-20 | 62-8  | 48-10 |
| Saint-Gaudens             | 40-22 | 4-26  | 10-28 | 18-52 | 20-32 | 30-16 | 12-40 |       | 31-24 | 10-14 |
| Toulouse                  | 10-23 | 12-40 | 14-32 | 4-82  | 18-32 | 44-12 | 22-50 | 22-40 |       | 28-40 |
| Villeneuve-sur-Lot        | 28-32 | 8-12  | 12-25 | 22-36 | 14-16 | 30-10 | 10-28 | 24-26 | 32-6  |       |

|  | Victoire à domicile |  | Match nul |  | Défaite à domicile |

En plus de la saison régulière, la Fédération a organisé deux « Magic Week-ed » sur terrain neutre.
| Toulouse        | 10 | 16 | Saint-Gaudens          |
| Albi            | 22 | 24 | Villeneuve-sur-Lot     |
| Lézignan        | 30 | 26 | St-Esteve-XIII Catalan |
| Palau-del-Vidre | 4  | 44 | Avignon                |
| Carcassonne     | 16 | 40 | Limoux                 |

| Villeneuve-sur-Lot       | 12 | 42 | Saint-Gaudens |
| Avignon                  | 64 | 28 | Albi          |
| Lézignan                 | 38 | 36 | Limoux        |
| Palau-del-Vidre          | 49 | 16 | Toulouse      |
| Saint-Estève XII Catalan | 35 | 24 | Carcassonne   |

#### Détails des résultats
Les points marqués par chaque équipe sont inscrits dans les colonnes centrales. Les points de bonus sont symbolisés par une bordure orange pour les bonus défensifs (défaite par moins de douze points d'écart).

### Phase finale
|  | Barrages 14 mai 2017              | Barrages 14 mai 2017              |                               |                               | Demi-finales 28 mai 2017    | Demi-finales 28 mai 2017    |  |  | Finale 3 juin 2017                         | Finale 3 juin 2017                         |
|  | Barrages 14 mai 2017              | Barrages 14 mai 2017              |                               |                               | Demi-finales 28 mai 2017    | Demi-finales 28 mai 2017    |  |  | Finale 3 juin 2017                         | Finale 3 juin 2017                         |
|  |                                   |                                   |                               |                               |                             |                             |  |  |                                            |                                            |
|  | Stade Albert-Domec, à Carcassonne | Stade Albert-Domec, à Carcassonne |                               |                               | Stade du Moulin, à Lézignan | Stade du Moulin, à Lézignan |  |  | Parc des sports et de l'amitié, à Narbonne | Parc des sports et de l'amitié, à Narbonne |
|  | Stade Albert-Domec, à Carcassonne | Stade Albert-Domec, à Carcassonne |                               |                               | Stade du Moulin, à Lézignan | Stade du Moulin, à Lézignan |  |  | Parc des sports et de l'amitié, à Narbonne | Parc des sports et de l'amitié, à Narbonne |
|  | Stade Albert-Domec, à Carcassonne | Stade Albert-Domec, à Carcassonne | F.C. Lézignan                 | 32                            |                             |                             |  |  | Parc des sports et de l'amitié, à Narbonne | Parc des sports et de l'amitié, à Narbonne |
|  | A.S. Carcassonne                  | 34                                | F.C. Lézignan                 | 32                            |                             |                             |  |  | Parc des sports et de l'amitié, à Narbonne | Parc des sports et de l'amitié, à Narbonne |
|  | A.S. Carcassonne                  | 34                                | A.S. Carcassonne              | 18                            |                             |                             |  |  | Parc des sports et de l'amitié, à Narbonne | Parc des sports et de l'amitié, à Narbonne |
|  | S.O. Avignon                      | 14                                | A.S. Carcassonne              | 18                            |                             |                             |  |  | Parc des sports et de l'amitié, à Narbonne | Parc des sports et de l'amitié, à Narbonne |
|  | S.O. Avignon                      | 14                                | Stade de l'Aiguille, à Limoux | Stade de l'Aiguille, à Limoux | F.C. Lézignan               | 22                          |  |  |                                            |                                            |
|  | Stade municipal, à Saint-Estève   |                                   | Stade de l'Aiguille, à Limoux | Stade de l'Aiguille, à Limoux | F.C. Lézignan               | 22                          |  |  |                                            |                                            |
|  |                                   | XIII Limouxin                     | Stade de l'Aiguille, à Limoux | Stade de l'Aiguille, à Limoux | 24                          |                             |  |  |                                            |                                            |
|  | Saint-Estève XIII Catalan         | XIII Limouxin                     | Stade de l'Aiguille, à Limoux | Stade de l'Aiguille, à Limoux | 24                          | 54                          |  |  |                                            |                                            |
|  | Saint-Estève XIII Catalan         | Saint-Estève XIII Catalan         | 34                            |                               |                             | 54                          |  |  |                                            |                                            |
|  | Albi R.L.                         | Saint-Estève XIII Catalan         | 34                            | 22                            |                             |                             |  |  |                                            |                                            |
|  | Albi R.L.                         | XIII Limouxin                     | 42                            | 22                            |                             |                             |  |  |                                            |                                            |
|  |                                   | XIII Limouxin                     | 42                            |                               |                             |                             |  |  |                                            |                                            |

### Finale[2]
(mt : 20 - 12)
Homme du match : John Palavi
Points marqués :
- Limoux: 5 essais de Torreilles (9e), R. Péault (12e), Pavali (20e, 64e), Garrouste (39e); 2 transformations de Guiraud (9e, 20e)
- Limoux: 4 essais de Boudebza (14e), Grandjean (23e), Bouzinac (45e, 64e), Pomeroy (69e); ; 3 transformations de Marginet (14e, 23e, 45e)

Évolution du score : 6-0, 10-0, 10-6, 16-6, 16-12, 20-12, 20-18, 24-18, 24-22
Arbitre : Mohamed Drizza & Benjamin Casty
Spectateurs : 8 280
Composition des équipes :
- Limoux: Amine Miloudi - Tristan Béteille, Quentin Garrouste, Jérémy Guiraud, Mathieu Mayans - Allan Torreilles, Alexis Albérola - Mickaël Rouch, Maxime Herold (c), Matt Robinson , Paul Barbaza, Sylvain Teixido, John Palavi - Maxime Péault, Romain Péault, Valentin Yésa, Julien Bartusiak - Entraîneur : Gérard Bassetto
- Lézignan : Damien Cardace - Benjamin Tort, Charles Bouzinac, Ben Pomeroy, Windy Buche - Rémy Marginet, Simon Grandjean - Florent Rouanet, Cyril Stacul, Emir-Walid Bouregba, Abraham Papalii, John Boudebza, Jamal Fakir (c) - Guillaume Bonnet, Maxime Da Costa, Maxime Mencarini, Yoan Tisseyre - Entraîneur : Aurélien Cologni

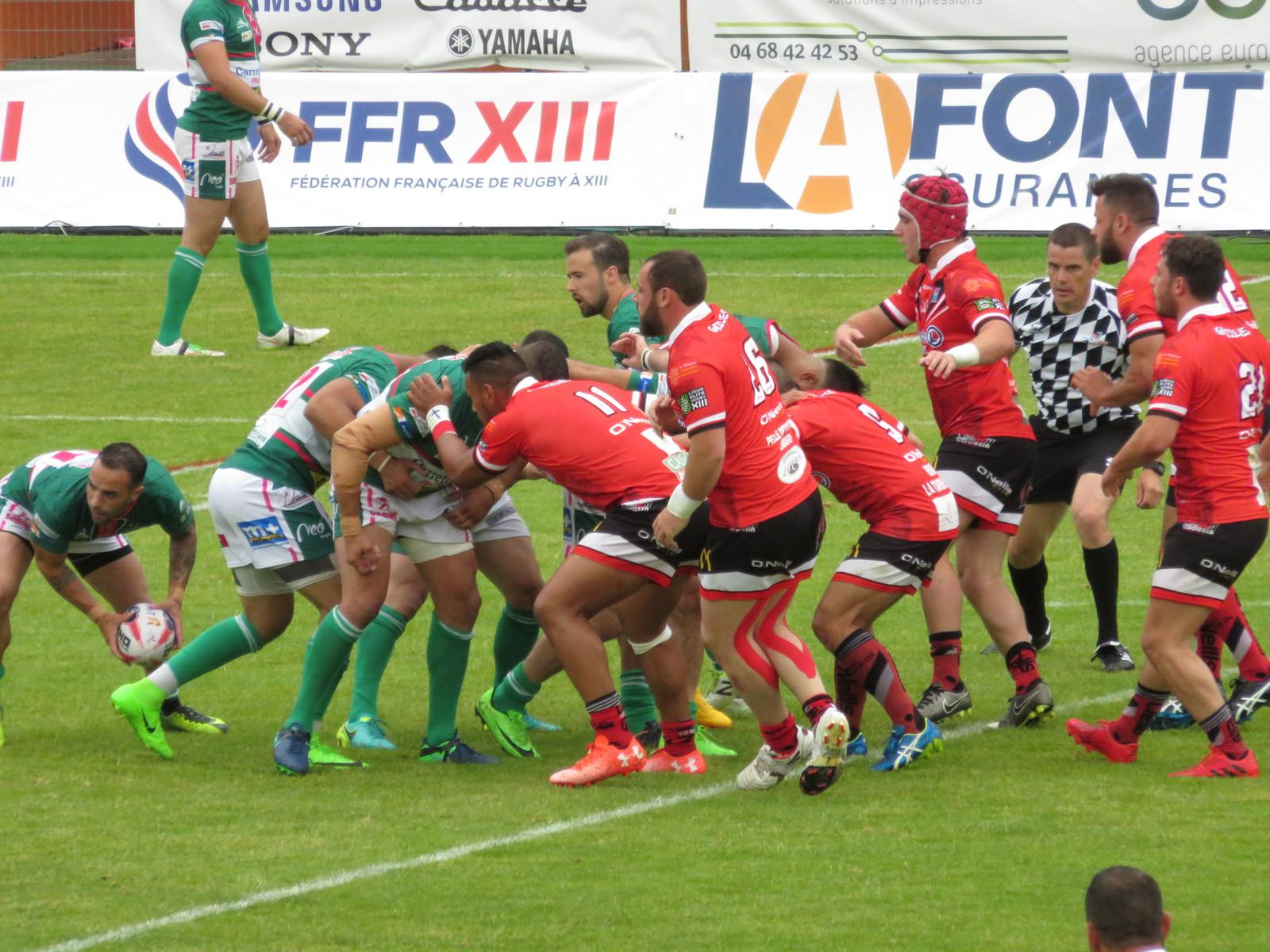
Mêlée de Lézignan lors du match.

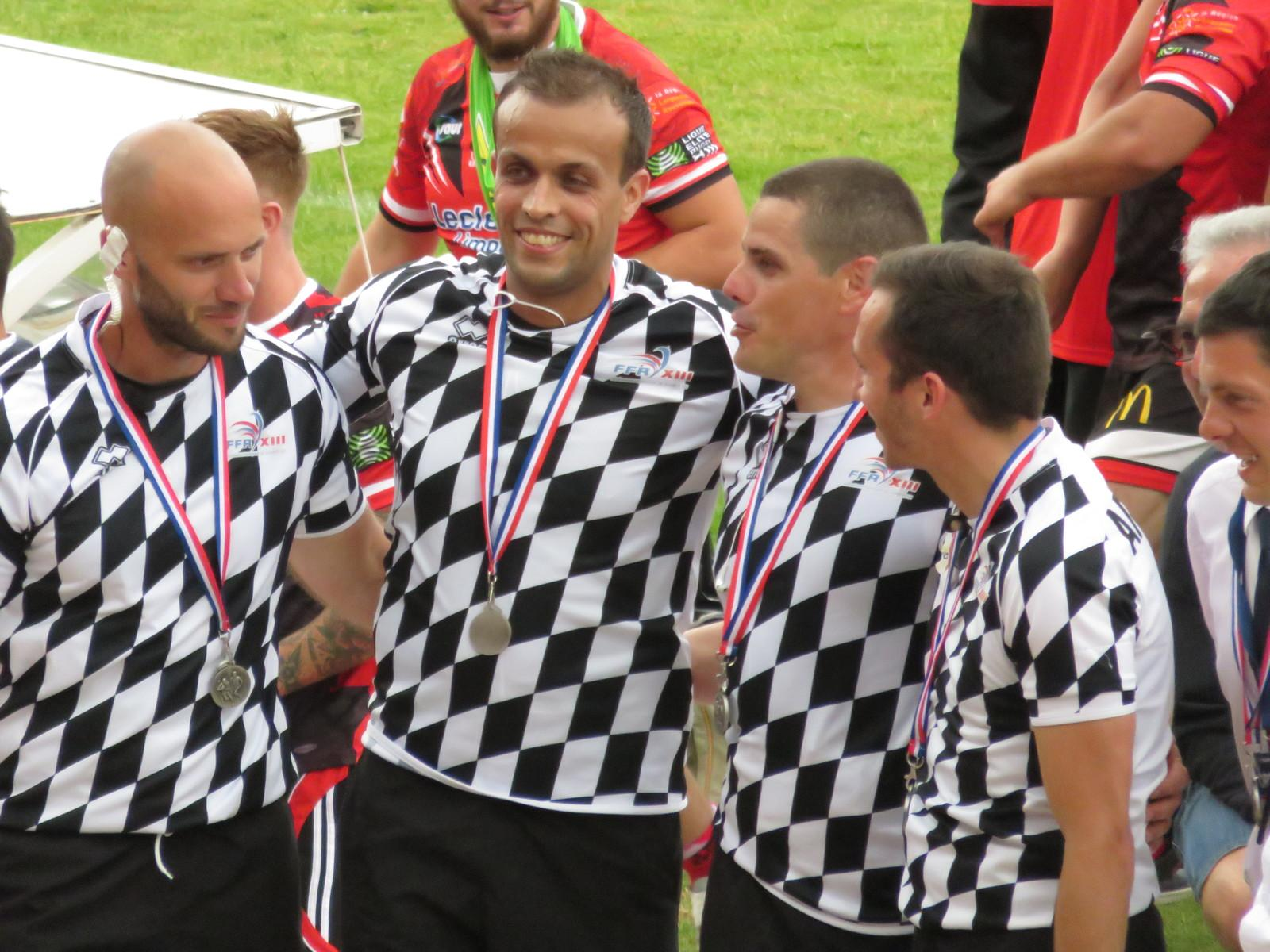
Les arbitres de la finale.

### Statistiques

#### Meilleur réalisateur
| Rang | Joueur          | Club                      | Poste            | Points | Essais | Goals | Drops |
| ---- | --------------- | ------------------------- | ---------------- | ------ | ------ | ----- | ----- |
| 1    | Rémy Marginet   | Lézignan                  | Demi d'ouverture | 197    | 8      | 82    | 1     |
| 2    | Olivier Arnaud  | Avignon                   | Centre           | 146    | 4      | 64    | 2     |
| -    | Maxime Grésèque | Carcassonne               | Demi de mêlée    | 146    | 4      | 64    | 2     |
| 4    | Louis Jouffret  | Saint-Estève XIII Catalan | Demi d'ouverture | 130    | 7      | 51    | 0     |
| 5    | Hakim Miloudi   | Carcassonne               | Arrière          | 97     | 19     | 10    | 1     |

#### Meilleur marqueur
| Rang | Joueur            | Club                      | Poste          | Essais |
| ---- | ----------------- | ------------------------- | -------------- | ------ |
| 1    | Windy Buche       | Lézignan                  | Arrière        | 22     |
| 2    | Hakim Miloudi     | Carcassonne               | Centre         | 19     |
| 3    | Clément Soubeyras | Carcassonne               | Ailier         | 17     |
| 3    | Ilias Bergal      | Saint-Estève XIII catalan | Centre         | 16     |
| 5    | Romain Pourret    | Avignon                   | Deuxième ligne | 14     |